# Maryvonne Herzog
Pour les articles homonymes, voir Herzog.
 (février 2011).
Si vous disposez d'ouvrages ou d'articles de référence ou si vous connaissez des sites web de qualité traitant du thème abordé ici, merci de compléter l'article en donnant les références utiles à sa vérifiabilité et en les liant à la section « Notes et références ».
Maryvonne Herzog, née le 25 octobre 1943 à Beni Ounif, en Algérie, est une pianiste et créatrice de mode et de lingerie, spécialisée dans le travail de la dentelle. Elle est connue pour avoir été à contre-courant  du mouvement féministe des années 1970, en redonnant vie à la lingerie glamour, photographiée par Guy Bourdin, ou Jeanloup Sieff. Elle a été la première à revisiter l’idée du bustier Couture dans les années 1980 et à lancer la veste en tapisserie en 1978. À partir de 1992, sa collaboration avec Chanel l’a dirigée vers une corseterie technique : la création d’un soutien gorge wonderbra en Tweed et scoubidous, la gaine Scandale revisitée d’après les dessins de Monsieur Karl Lagerfeld. Créatrice de costumes de théâtre et cinéma, elle a travaillé pour des grands noms, comme Roland Topor.
Créatrice mais aussi collectionneuse, elle a précieusement sauvegardé un rare ensemble de textiles du XXe siècle : Ses collections de lingeries depuis 1970, dentelles, robes des années 1930, tissus et une importante collection de boutons du XXe siècle.

## Biographie
Maryvonne Herzog passe son enfance à Oran en Algérie où elle obtient un premier prix de piano en 1956. Sa famille fait partie de la bourgeoisie locale. Sa mère violoniste lui donne aussi le goût des dentelles, de la mode et de l'esthétisme. En 1958, la famille s'installe à Lyon, où Maryvonne Herzog poursuit ses études de piano au conservatoire et obtient un premier prix en 1962.
En 1970, Maryvonne Herzog découvre et se passionne pour les archives de la famille Herzog, maison de couture des années 1910, sous le nom de « Au Quartier de l'Europe » et « Charvy ». Elle commence à œuvrer pour sauver ce patrimoine, le savoir-faire, l'histoire et la mémoire de cette époque. En 1980, elle rencontre Lola Prusac et devient une de ses proches amies jusqu'à la fin de sa vie.

## Carrière dans le cinéma et le théâtre
Elle débute au cinéma en 1978 puis au théâtre en 1983 avec Karen Abdelkader. Elle travaille avec Jean Marbœuf, Roland Topor, Nicole Garcia et d’autres grands réalisateurs.
Ils font appel à ses talents d’expert en lingerie et corseterie, et à ses créations à partir de tissus anciens.
Elle a travaillé pour les films et pièces suivants :
- La ville des Silences, Film de Jean Marbœuf 1978 ;
- Tombeau de poupée, pièce de Karen Abdelkader au Théâtre de Chaillot 1983 ;
- Grand Guignol (film, 1986), Film de Jean Marbœuf, 1985 ;
- Le Marquis, film de Roland Topor et Henry Xhonneux, 1989[2] ;
- Place Vendôme, film de Nicole Garcia, 1998 ;
- Huit femmes, film de François Ozon, 2002.

## Collection
Dans les années 1970, Maryvonne Herzog décide de constituer sa collection. Elle achète et archive un important ensemble de textiles du XXe siècle. Outre les prototypes de ses créations, 1970-2000, près de 10 000 mètres de dentelles lingerie, 75 pièces de dentelles métalliques (1910-1930), 80 pièces de dentelles Art Déco, plus de 700 m de soieries lyonnaises (1930), 90 robes anciennes (1920 –1960), des corsets, lingeries et créations diverses, ainsi qu’une multitude d’accessoires, dont une importante collection de boutons rares.
En 2000, elle ferme ses ateliers de couture et commence un long travail d'inventaire et expertise.

## Expositions
- du 11 juin au 7 novembre 2010, Esprit Lingerie, à la Cité internationale de la dentelle et de la mode de Calais[3],
- Juin et juillet 2007, exposition Dentelle au Point, Galerie Joyce, Palais-Royal, Paris.